# Lipscomb (Texas)
Lipscomb é uma Região censo-designada localizada no estado norte-americano de Texas, no Condado de Lipscomb.

## Demografia
Segundo o censo norte-americano de 2000, a sua população era de 44 habitantes.

## Geografia
De acordo com o United States Census Bureau tem uma área de
13,2 km², dos quais 13,2 km² cobertos por terra e 0,0 km² cobertos por água. Lipscomb localiza-se a aproximadamente 729 m acima do nível do mar.

## Localidades na vizinhança
O diagrama seguinte representa as localidades num raio de 36 km ao redor de Lipscomb.